# Tothom diu "I love you"
Tothom diu "I love you" (títol original: Everyone Says I Love You) és una pel·lícula estatunidenca musical de Woody Allen (1996). Ha estat doblada al català.

## Argument
Les peripècies amoroses d'una família novaiorquesa de Park Avenue contades per la jove Djona, anomenada «D. J.» (Natasha Lyonne), sobre fons d'estàndards americans.
Holden (Edward Norton) estima Skylar (Drew Barrymore) però aquesta aspira a més aventures i cau als braços de Charles Ferry (Tim Roth), un perillós exconvicte socorregut «innocentment» per Steffi Danridge (Goldie Hawn). Per la seva banda, Joe Berlin (Woody Allen), l'ex de Steffi, va d'història en història sense mai trobar l'ànima germana. Per intermediació de la seva filla D.J., Joe coneix Von (Julia Roberts) a Venècia i la sedueix per mitjans poc convencionals.

### Escenes notables
- Skylar s'empassa l'anell de matrimoni posat romànticament en unes postres per Holden (es tornarà a equivocar una vegada més)
- Joe en xandall de jogging al mig dels canals venecians.
- Joe bufant entre les espatlles de Von, s'adona que era un dels seus fantasmes.
- Skylar en vestit ajustat caient sota l'encant animal de Charles Ferry en una escena en el balcó del pis.
- Els metges, infermeres i malalts ballant i cantant "Makin' Whoopee" a l'hospital.
- El fantasma de l'avi sortint del seu taüt durant els funerals per ballar i cantar l'alegria de viure i d'aprofitar-ho.
- Els nens, el vespre de Halloween amb la recuperació del espot publicitari "Chiquita Banana"
- L'escena en homenatge a Groucho Marx
- Bob percebent amb alleujament que el seu fill, proconservador ("a favor de portar armes i una Amèrica forta"), patia en realitat una congestió cerebral que afectava el seu judici.
- Joe i Steffi ballant als molls del Sena.

## Repartiment
- Alan Alda: Bob Danridge
- Woody Allen: Joe Berlin
- Drew Barrymore: Skylar Danridge
- Billy Crudup: Ken
- Lukas Haas: Scott Dandridge
- Goldie Hawn: Steffi Dandridge
- Gaby Hoffmann: Lane Dandrige
- Natasha Lyonne: D.J. Berlin
- Edward Norton: Holden Spence
- Natalie Portman: Laura Dandrige
- Julia Roberts: Von Sidell
- Tim Roth: Charles Ferry
- David Ogden Stiers: Arnold Spence

## Al voltant de la pel·lícula
- Liv Tyler ha rodat algunes escenes del film, però Woody Allen, per la durada del film, ha hagut de tallar les escenes on figura l'actriu. El mateix per Tracey Ullman.[4]
- El títol del film fa referència a una cançó interpretada pels Germans Marx al film Plomes de cavall. Woody Allen ret un altre homenatge al seu ídol Groucho Marx a l'escena on apareixen desenes de sòsies del cèlebre còmic del bigoti.[4]
- Woody Allen ha esperat que els seus actors signessin el contracte abans de descobrir-los que havien de cantar.[4]
- La cançó Chiquita Banana cantat pels nens el vespre de Halloween és la recuperació d'un spot publicitari de 1947.
- Woody Allen al film es diu Joe Berlín, homenatge a Irving Berlin, compositor de nombroses comèdies musicals americanes com Annie Get Your Gun.

## Banda original
- I'm thru with love (Matty Malneck, Gus Kahn i Jerry Livingston, 1931)
- My baby just cares for me (Gus Kahn, Walter Donaldson, 1928)
- If I had you (Steve Dorff, Gary Harju, Larry Herbstritt)
- Makin' Whoopee (Walter Donaldson i Gus Kahn)

## Rebuda
- Premis
  - 1996: Globus d'or: Nominada Millor pel·lícula - Comèdia o musical
  - 1996: Premis Satellite: 3 nominacions incloent millor pel·lícula - Comèdia o musical
  - 1997: Premis César: Nominada a millor pel·lícula estrangera * Crítiques
  - "Comèdia d'Allen que no és rodona, però sí boníssima"[5]
  - "Pel·lícula que escampa amb lleugeresa aparent retalls d'enginy, humor, drama, joc i ironia, tot amb enorme elegància, com qui balla"[6]
  - "Obra mestra d'arrabassador encant, homenatge al musical tenyit de malenconia"[7]